# Will of the People
Will of the People es el noveno álbum de estudio de la banda de rock británica Muse. Fue lanzado el 26 de agosto de 2022 por Warner Records y Helium 3. 
Sus sencillos fueron «Won't Stand Down», «Compliance», «Will of the People», «Kill or Be Killed» y «You Make Me Feel Like It's Halloween».
Warner Bros solicitó a Muse que crearan un álbum "greatest hits" con sus mayores éxitos, pero la banda declinó. En su lugar, se dedicaron a crear un disco que fuera como un montaje de todos los géneros que habían hecho en el pasado. “Un álbum de mayores éxitos, pero de nuevas canciones”. Al tratarse de un álbum de estilo variado, Will of the People incluye varios géneros como el glam rock, el rock alternativo, el synth pop, el arena rock, el hard rock, el rock progresivo, el metal alternativo y el metal industrial.
Will of the People ganó el premio "Mejor Rock" en los MTV European Music Awards de 2022,quedando por encima de otras bandas como Foo Fighters, Red Hot Chili Peppers, The Killers, Måneskin y Liam Gallagher. Muse dedicó el premio y el álbum a «la gente de Ucrania y a las mujeres de Irán que están luchando por su libertad».

## Antecedentes
La composición inició en el año 2020, durante la pandemia de Covid-19. Bellamy cita la pandemia, los desastres naturales (su casa casi fue destruida por los incendios de California), las protestas del movimiento Black Lives Matter, el asalto al Capitolio, el populismo, y la guerra entre Rusia y Ucrania como principales fuentes de inspiración para el álbum. Bellamy explica que la situación de caos se acentuó tras el embarazo de su esposa, llevándolo a preguntarse en qué clase de mundo nacería su hija.
A nivel sonoro, hablando para la revista NME en mayo de 2020, Bellamy informó de que le gustaba la idea de "resetear y volver a nuestros orígenes". Dado que en esos momentos se encontraban trabajando en el remix y remasterización de Origin of Symmetry, Bellamy también comentó para la estación de radio francesa RTL 2 que la banda estaba pensando en ciertas ideas que habían tenido en el pasado, pero que aún no habían podido ejecutar, poniendo como ejemplo el género del metal con «Kill or Be Killed».

## Grabación
Will of the People fue grabado en el estudio personal de Bellamy en California y en Black Lodge y Abbey Road Studios en Londres. Las primeras grabaciones fueron complejas, pues los miembros de la banda se encontraban en continentes distintos sin posibilidad de desplazarse debido a la pandemia. Debido a la limitación de recursos y acceso a músicos externos, ciertos elementos como el cántico grupal de Will of the People fueron creados por los familiares de la banda.
Como novedad, esta fue la primera vez en la que Dom Howard, baterista, tomó las riendas en el estudio en cuanto a la toma de decisiones. 
El álbum fue producido por Muse, convirtiéndolo en su tercer álbum de producción propia y el primero desde The 2nd Law.

## Portada
El arte de la portada fue realizado por el artista portugués Tiago Marinho. La portada muestra tres grandes estatuas caídas, siendo cada uno de ellos la cabeza de uno de los integrantes de la banda. La imagen tiene lugar en una ciudad postapocalíptica, en un desierto (similar al del sencillo y vídeo musical de «Sing for Absolution»), con un grupo de protestantes ("hackers enmascarados") a su alrededor. El hacker líder, Will (tomado del título del álbum), lleva una máscara reflectante. Esta máscara fue llevada por los miembros de la banda al inicio de sus conciertos.
Uno de los principales elementos creativos a ser publicados fue el anagrama “WOTP” que aparecía en muchos gráficos. Desde su aparición, los fanes se dedicaron a indagar qué podrían significar esas iniciales y cuál podría ser el título del álbum. El logo del anagrama se convirtió rápidamente en un símbolo de Muse, apareciendo en el fondo del escenario con fuego y en la comercialización oficial. Este se convirtió también en un tatuaje común para los fanes de Muse.

## Lanzamiento y promoción
El primer fragmento del álbum se escuchó el 25 de diciembre de 2021, cuando Bellamy inició un directo en Instagram mostrando a él y a su hijo Bingham en el coche escuchando la canción "Won't Stand Down". Casi dos semanas después, la banda anunció el lanzamiento oficial de la canción para el 13 de enero de 2022.La canción fue recibida de forma muy favorable por fanes de la banda, así como de aficionados al estilo metal. El video musical recibió 1 millón de visitas en 24 horas.
El segundo sencillo del álbum, "Compliance", se lanzó el 17 de marzo de 2022, junto con el anuncio del álbum y su fecha de lanzamiento el 26 de agosto de 2022.
El tercer sencillo del álbum, "Will of the People", se lanzó el 1 de junio de 2022. Ese mismo mes, la banda comenzó la etapa del festival europeo de su gira mundial Will of the People, tocando los tres sencillos lanzados en vivo, así como una pista inédita del álbum, "Kill or Be Killed". La canción demostró ser popular entre los fanáticos y, por lo tanto, el 13 de julio de 2022, la banda anunció que la canción se lanzaría como el cuarto sencillo del álbum el 21 de julio de 2022.
El 23 de agosto de 2022, Muse anunció que un quinto sencillo del álbum, "You Make Me Feel Like It's Halloween", sería lanzado el 26 de agosto, el mismo día del lanzamiento del álbum.

## Recepción
Will of the People recibió críticas generalmente positivas, con una puntuación de 71/100 en Metacritic.
AllMusic escribió que, “aunque Will of the People no es tan esencial como sus clásicos de los 2000, es un estallido rápido y satisfactorio de lo esencial de Muse que inteligentemente evita el cementerio de compilaciones de éxitos en favor de material nuevo que honra tanto su evolución como a su base leal de seguidores". La revista Classic Rock añadió que “Muse domina la amplia gama de sonidos de rock y pop futuristas con los que han estado experimentando durante la última década, y refinan y definen su sonido actual tan hábilmente como lo hizo Black Holes & Revelations para su período de los 2000s”.
Will of the People se convirtió en el séptimo disco consecutivo de Muse en llegar al número 1 de las listas británicas. En Estados Unidos, debutó en el número 15 en las listas Billboard 200, y número 1 en las listas Top Alternative Albums y Top Rock Albums de Billboard.

## Gira
Previamente al lanzamiento del álbum, Muse realizó dos conciertos benéficos en Londres en mayo de 2022. Los fondos recaudados fueron derivados a War Child y Médecins Sans Frontières en la primera noche, y a The Big Issue en la segunda noche. Estos fueron los dos primeros conciertos postpandemia de la banda.
En verano e invierno tocaron como cabeza de cartel en distintos festivales en Europa y Estados Unidos. También tuvo lugar una gira llamada Will of the People Theatre Tour por salas más pequeñas, también en Europa y Estados Unidos. La gira mundial de estadios, la cual también incluía festivales y recintos cerrados, tuvo lugar en 2023. La gira inició en México y terminó en Malasia.
Con la gira de Will of the People, Muse alcanzó la cifra de 200 millones de dólares recaudados en actuaciones en directo.

## Lista de canciones
| N.º | Título                                 | Duración |  |
| 1.  | «Will of the People»                   | 3:18     |  |
| 2.  | «Compliance»                           | 4:10     |  |
| 3.  | «Liberation»                           | 3:06     |  |
| 4.  | «Won't Stand Down»                     | 3:29     |  |
| 5.  | «Ghosts (How Can I Move On)»           | 3:37     |  |
| 6.  | «You Make Me Feel Like It's Halloween» | 3:00     |  |
| 7.  | «Kill or Be Killed»                    | 4:59     |  |
| 8.  | «Verona»                               | 4:57     |  |
| 9.  | «Euphoria»                             | 3:23     |  |
| 10. | «We Are Fucking Fucked»                | 3:36     |  |

## Personal
Muse
- Matthew Bellamy
- Christopher Wolstenholme
- Dominic Howard